# Most drogowy im. Józefa Piłsudskiego w Toruniu
Most drogowy im. Józefa Piłsudskiego w Toruniu – most drogowy na Wiśle w Toruniu. Jego długość całkowita wynosi 898 m, liczy pięć przęseł o rozpiętości 130 m oraz trzy przęsła o rozpiętości 78 m.

## Historia

### Budowa
Pierwszy most drogowy w Toruniu postawiono w połowie XV wieku. Był to most pontonowy, zastąpiony na początku XVI wieku drewnianym. Pierwszym mostem stalowym był most kolejowy-drogowy zbudowany w latach 1870–1873, który po pożarze mostu drewnianego w lipcu 1877 roku przejął cały ruch. W 1913 roku rozpoczęto dyskusje na temat budowy nowego mostu drogowego. Pięć lat później zaproponowano wzniesienie przeprawy na osi ulicy Żeglarskiej.
Ze względu na trudną sytuację ekonomiczną Torunia decyzję o budowie mostu pojęto dopiero w 1927 roku. Elementy do budowy mostu pozyskano z rozebranego w latach 1928–1929 mostu w Opaleniu. Część materiałów z Opalenia trafiła również do Konina. Zdemontowane elementy składowano w okolicach ruin Zamku Dybów oraz tzw. Grzybka. Do końca listopada 1930 roku ukończono montaż trzech przęseł od strony Podgórza, do końca roku ukończono również budowę filarów i przyczółków. Według pierwotnych planów most miał być ukończony 15 października 1931, a jego uroczyste otwarcie miało nastąpić rok później. Termin przesunięto na skutek wstrzymania kredytów jesienią 1931 roku. Uroczyste otwarcie mostu oraz nadanie nazwy miało miejsce 11 listopada 1934 roku. Otwarciu towarzyszyły defilada wojskowa oraz poświęcenie budowli. Koszt budowy wyniósł 15 mln zł, 3 mln pokryła gmina miasta Toruń.
Nazwa mostu miała zostać nadana w 1934 roku w ramach ankiety, w której wzięło udział 1 336 osób. Według większości ankietowanych (994 głosy) most miał nosić imię Mikołaja Kopernika. Zarząd Miasta proponował nazwę most 700-lecia, a rada miejska most Wolności. Ostatecznie na wniosek władz państwowych, jako ponoszące większość wydatków, wybrano nazwę most Józefa Piłsudskiego, zaproponowaną wcześniej przez władze województwa. Proponowano również nazwę: Bolesława Chrobrego, Grunwaldzki, Jagielloński, Tramwajowy, Wielkomiejski, Zgody, Podgórsko-Toruński.
Jeszcze w okresie międzywojennym przez most biegła linia tramwajowa, której przystanek końcowy mieścił się na dzisiejszym placu Armii Krajowej. Pierwszy tramwaj przejechał przez most 24 grudnia 1932 roku, według innego źródła w 1933 roku. W połowie lipca 1933 roku rozpoczęto budowę linii tramwajowej do dworca kolejowego Toruń Przedmieście. Linię oddano do eksploatacji jesienią tego samego roku.

### II wojna światowa
W czasie II wojny światowej most został dwukrotnie zniszczony. 7 września 1939 roku most został wysadzony przez Wojsko Polskie. Akcja wysadzania mostów toruńskich zaczęła się około godz. 2 w nocy. Most wysadzano dwukrotnie, gdyż pierwsza detonacja była zbyt słaba i nie zniszczyła obiektu w wystarczającym stopniu. Według niektórych źródeł druga eksplozja nastąpiła dopiero ok. godz. 10 przed południem. Po zajęciu miasta Niemcy rozpoczęli odbudowę mostu. W pracach uczestniczyli polscy więźniowie. W 1940 roku oddano do użytku prowizoryczny most drogowy. Po raz drugi most wysadziły wycofujące się wojska niemieckie 30 stycznia 1945 roku.

### Po 1945 roku
Most odbudowano w latach 1946–1949. Otwarcie mostu miało miejsce 1 października 1950 roku. W latach 1974 i 1992 przeprowadzono generalne remonty przeprawy. W sierpniu 1984 roku zlikwidowano linię tramwajową przechodzącą przez most, od tego momentu sieć tramwajowa znajduje się wyłącznie w prawobrzeżnej części miasta. W 2004 roku wprowadzono nowe zabezpieczenia antykorozyjne.
W wyniku szybkiego rozwoju komunikacji samochodowej most im. Józefa Piłsudskiego stał się wąskim gardłem komunikacyjnym w Toruniu. W wyniku problemów komunikacyjnych rozwój lewobrzeżnej części miasta przebiegał wolniej niż części prawobrzeżnej. W 2005 roku Rada Miasta Torunia przyjęła rezolucję zobowiązującą prezydenta Torunia Michała Zaleskiego do rozpoczęcia prac nad budową nowego mostu drogowego przez Wisłę. Problemy komunikacyjne rozwiązała budowa mostu drogowego gen. Elżbiety Zawackiej, który oddano do użytku 9 grudnia 2013 roku.
28 kwietnia 2020 roku rozpoczęto remont generalny mostu. Prace zakończono 20 maja 2022 roku. W ramach prac odnowiono konstrukcję mostu, wymieniono nawierzchnię, zamontowano dwie windy, schody i trzy punkty widokowe (jeden od strony Bydgoskiego Przedmieścia, dwa od strony Starego Miasta), ciągi pieszo-rowerowe poszerzono po obu stronach mostu z 2 na 4 metry oraz zamontowano nową iluminację i oświetlenie. Całkowity koszt inwestycji wyniósł 132 mln zł (planowo miał wynieść 122 mln), 75 mln zł pochodziło z budżetu państwa. Prace na moście przeprowadziło konsorcjum firm Intop Warszawa i Euro-Darmal.

## Most w kulturze
Na moście nakręcono sceny do serialu „Czterej pancerni i pies” (1966) oraz „Zamach”.